# Замок Альт-Эмс
Замок Альт-Эмс (нем. Burgruine Alt-Ems) — руины средневекового замка недалеко от австрийского города Хоэнэмс (федеральная земля Форарльберг); был построен в XII веке году на высоте 740 метров над уровнем моря. Первоначальный замковый комплекс принадлежал роду Вельфов, а в 1179—1191 годах перешёл под контроль рода Гогенштауфенов. Крепость использовалась и как тюрьма: здесь находились такие известные узники как король Сицилии Вильгельм III и архиепископ Кёльна Бруно IV фон Зайн. В 1407 году замок был разрушен во время Аппенцелльских войн. В XVII веке замок был перестроен в ренессансную крепость; был снесён в 1792 году.

## История
Замок Альт-Эмс был построен в XII веке году на высоте 740 метров над уровнем моря — примерно на высоте 300 м над долиной Alpenrheintal — на скалистом хребте Шлоссберг. Название Alt-Ems (или Alt-Embs) происходит от латинского «altus» (высокий). Первоначальный замковый комплекс принадлежал роду Вельфов, а в 1179—1191 годах он перешёл под контроль рода Гогенштауфенов (Herren von Ems). В конце XII века замок был одним из наиболее масштабных замковых комплексов в южной Германии: Альт-Эмс был призван обеспечивать безопасность на части пути из Германии в Италию.
Крепость также использовалась как тюрьма: здесь находились такие известные узники как король Сицилии Вильгельм III (с 1195) и архиепископ Кёльна Бруно IV фон Зайн (Bruno IV von Sayn; с 1206). В 1407 году, во время Аппенцелльских войн, замок был осаждён восставшими: после двухмесячной осады он был захвачен и разрушен, но вскоре был восстановлен.
При графе Якобе Ганнибале I фон Хоэнемс (1530—1587) замок был значительно перестроен и расширен. Граф Каспар фон Хоэнемс (1573—1640) продолжил перестройку, превратив старый замок в обширную крепость эпохи Возрождения: проект был составлен архитектором Мартино Лонги около 1566 года. В 1765 году замок перешел в собственность Австрии в связи с прерыванием рода Хоэнемс; в 1792 году он был выставлен на аукцион и снесён. В период с 1938 по 1940, а затем — с 1965 по 1966 год, руины замка были отреставрированы; в 2006—2007 годах прошла новая реставрация. В XXI веке руины Альт-Эмса находятся в частной собственности у семьи Вальдбург-Цайль-Хоэнемс.